# گری بی
گرِی بِی (دانمارکی: Gry Bay؛ زادهٔ ۱۵ اوت ۱۹۷۴) بازیگر و خواننده اهل دانمارک است. او بیشتر به خاطر ایفای نقش آنا در فیلم اروتیک همه‌چیز درباره آنا (۲۰۰۵) شناخته می‌شود.